# Как преуспеть в Америке
«Как преуспеть в Америке» (англ. How to Make It in America; другое название — «Как добиться успеха в Америке») — американский телесериал 2010 года производства HBO. Первый сезон был показан с 14 февраля по 4 апреля 2010 года. Премьера второго сезона состоялась 2 октября 2011 года.

## Сюжет
Сериал о двух молодых бизнесменах, Кэме и Бене, стремящихся к американской мечте. Они разбираются в модных шмотках, ходят по стильным тусовкам, но сами пока не нашли себя в жизни. Они перебиваются тем, что перепродают нелегально всякие стильные эксклюзивные шмотки, чем и зарабатывают на жизнь.

## В ролях
- Брайан Гринберг — Бен Эпштейн
- Виктор Расук — Кэм Кальдерон
- Лейк Белл — Рейчел Чапман
- Эдди Кэй Томас — Дэвид «Каппо» Каплан
- Шэннин Соссамон — Джинджи Ву
- Кид Кади — Доминго Браун
- Луис Гусман — Рене Кальдерон
- Марта Плимптон — Эдди Вайц
- Джейсон Пендерграфт — Даррен Холл
- Маргарита Левиева — Джули

## Саундтрек
1. KiD CuDi — The New York Intro
2. Future Islands — Balance
3. Theophilus London — I Stand Alone
4. Mugison — I Want You
5. Blood Orange — Sutphin Boulevard
6. M83 — Midnight City
7. Soul Searcher — Can’t Get Enough (DJ Theory Remix)
8. Agoria — Heart Beating (feat. Kid A)
9. Avicii — Levels (Original Mix)
10. Oliver Koletzki & Fran — Hypnotized
11. The Joy Formidable — Austere
12. Little Dragon — Crystalfilm
13. Meek Mill — House Party (feat. Young Chris)
14. Buddy — Awesome, Awesome
15. Summer Camp — I Want You
16. Duck Tails — Killin’ The Vibe
17. Catcall — Swimming Pool
18. Заглавный саундтрек Aloe Blacc with The Roots — I Need A Dollar
19. Jeremih — Birthday Sex
20. Daryl Hall and John Oates – Maneater

## Эпизоды
| Сезон | Количество эпизодов | Премьера первого эпизода | Премьера последнего эпизода | Дата выхода DVD  | Дата выхода DVD  | Дата выхода DVD |
| Сезон | Количество эпизодов | Премьера первого эпизода | Премьера последнего эпизода | Регион 1         | Регион 2         | Регион 4        |
| ----- | ------------------- | ------------------------ | --------------------------- | ---------------- | ---------------- | --------------- |
| 1     | 8                   | 14 февраля 2010          | 4 апреля 2010               | 27 сентября 2011 | 19 сентября 2011 | 7 сентября 2011 |
| 2     | 8                   | 2 октября 2011           | 20 ноября 2011              | н/д              | н/д              | н/д             |